# Sa Majesté se marie
Pour les articles homonymes, voir Mädchenjahre einer Königin.
Pour plus de détails, voir Fiche technique et Distribution.
Sa majesté se marie, (titre original Mädchenjahre einer Königin, titres français alternatifs : Victoria jeune reine,  Les Jeunes Années d'une reine ou La Jeunesse d'une reine) est un film allemand réalisé par Erich Engel, sorti en 1936.

## Synopsis
La princesse Victoria de Kent apprend de son précepteur qu'elle a été choisie pour succéder au roi britannique qui vient de mourir. Sa mère ainsi que son oncle tentent aussi de l'éduquer en ce sens. Mais Victoria a déjà la conscience : contrairement au souhait exprimé par ses instructeurs, Victoria ne licencie pas le gouvernement, mais exprime explicitement sa confiance dans le Premier ministre Lord Melbourne. Melbourne s'avère reconnaissant et devient un conseiller digne de confiance et un ami paternel de la monarque inexpérimentée.
Pendant ce temps, les parents de Victoria continuent à agir discrètement. Alors que la mère veut marier son enfant le plus tôt possible avec le prince héritier hollandais Henri de Nassau, son oncle choisit le grand prince russe Alexandre à cette fin. Lord Melbourne a également repéré un homme approprié pour sa jeune reine, le jeune prince allemand Albert de Saxe-Cobourg-Gotha. Victoria, cependant, n'a pas l'intention de se marier dans un proche avenir. Peu avant son prochain anniversaire, elle est occupée à aller en secret à Paris avec sa préceptrice et sa dame de compagnie. Comme il pleut fortement, on décide de passer la nuit à Douvres avant de traverser la Manche.
Victoria se fait passer pour une inconnue dans l'auberge avec son entourage et rencontre un jeune homme, un étudiant allemand. En réalite, il s'agit du prince Albert. Les deux jeunes se trouvent rapidement. Albert se rend à Londres, où, selon la volonté de son oncle, le roi de Belgique, il séduira Victoria. Mais comme Victoria, il est tout sauf enthousiaste pour ce mariage arrangé. En outre, le Prince Albert a des réserves contre la monarque britannique, qu'il ignore toujours.
La nuit ensemble à Douvres conduit Albert à abandonner son plan et à décider de se rendre à Paris avec la jeune Britannique inconnue. Toutefois les compagnons du prince avouent à Victoria qui il est vraiment. Ils le contraignent à aller à Londres. Victoria fait demi-tour pour pouvoir le connaître officiellement lors de la soirée de son anniversaire. Albert ne croit pas ses yeux quand il voit Victoria de nouveau et est embarrassé. Ses propos désobligeants sur la monarque britannique, qu'il ne connaissait pas, sont indubitables. Avec l'aide de Lord Melbourne, les deux jeunes se connaissent et il n'y a plus d'obstacle à un mariage.

## Fiche technique
- Titre original : Mädchenjahre einer Königin
- Réalisation : Erich Engel assisté de Helmut Ungerland
- Scénario : Ernst Marischka d'après la pièce de Geza Silberer
- Musique : Hans-Otto Borgmann
- Direction artistique : Hermann Warm, Carl Haacker, Bruno Lutz (de)
- Costumes : Arno Richter
- Photographie : Bruno Mondi
- Son : Erich Leistner
- Montage : Carl Otto Bartning
- Producteur : Eberhard Klagemann (de)
- Société de production : Klagemann-Film Gmbh
- Société de distribution : Tobis-Sascha Film-Vertrieb
- Pays de production :  Reich allemand
- Langue : allemand
- Format : Noir et blanc - 1,37:1 - 35 mm
- Genre : Comédie romantique
- Durée : 96 minutes
- Dates de sortie :
  - Troisième Reich : 28 février 1936.
  - Slovénie : 21 novembre 1936.
  - Suède : 22 février 1937.
  - France : 7 mai 1937[1].
  - Royaume de Hongrie : 10 septembre 1937.
  - Danemark : 26 décembre 1937.

## Distribution
- Jenny Jugo : La reine Victoria
- Friedrich Benfer : Albert de Saxe-Cobourg-Gotha
- Olga Limburg (de) : La duchesse de Kent, la mère de Victoria
- Otto Tressler : Lord Melbourne, le premier ministre
- Renée Stobrawa (de) : Louise Lehzen, la gouvernante de Victoria
- Gustav Waldau (de) : Professeur Lenkmann
- Paul Henckels : Léopold de Belgique, l'oncle d'Albert
- Heinz Salfner (de) : George, le majordome
- Werner Pledath (de) : Lord Conyngham
- Ernst G. Schiffner (de) : Le roi Guillaume II des Pays-Bas
- Erik Ode : Henri d'Orange-Nassau, son fils
- Angelo Ferrari : Le grand prince Alexandre
- Ernst Rotmund : Le baron Brunow, ambassadeur de Russie
- Herbert Hübner : Sir John Conroy
- Julius Brandt : L'archevêque de Canterbury
- Fritz Nygrin : Le maître de danse Taglione
- Lotte Spira (de) : Lady Flora Hastings
- Elfriede John : Lady Littleton
- Gabriele Hoffmann : Lady Landsdowne
- Ernst Stimmel (de) : Mr. Davys
- Otto Stoeckel :Le premier ministre Lord Russell
- Rudolf Essek (de) : Le premier ministre Lord Palmerstone

## Article annexe
- Liste des longs métrages allemands créés sous le nazisme